# Gestão de conteúdo
A Gestão de conteúdo busca soluções para simplificar significativamente os processos de criação, gestão, publicação, distribuição e arquivamento de conteúdos. Ao fazê-lo, deverá aumentar e otimizar a produtividade dos utilizadores, reduzir custos e melhorar a qualidade de serviços, bem como contribuir para uma maior satisfação dos utilizadores da solução.
Existem softwares que permitem facilitar o árduo trabalho de gerenciamento de conteúdo denominados Content Management System – CMS.

## Requisitos da boa gestão de conteúdos
1. Oferece mecanismos simples de gestão de conteúdos Web – contribuição, publicação e consumo de conteúdos com diferentes formatos – texto, HTML, PDF, arquivos baseados em Software livre, metadados.
2. Oferece aos contribuidores uma ferramenta de fácil utilização, que simplifica a criação de conteúdos, incluindo funcionalidades de workflow.
3. Oferece mecanismos de indexação completa de conteúdos com os mais diversos formatos.
4. Fornece categorização de conteúdos, utilizando tags de metadados de forma intuitiva.
5. Permite uma organização de conteúdos assente numa estrutura intuitiva e eficaz.
6. Oferece mecanismos de cooperação na criação de conteúdos.
7. Fornece mecanismos de distribuição de conteúdos pelas pessoas que deles necessitam, nos formatos adequados.
8. Oferece um processo simples de manutenção e criação de conteúdos, incluindo serviços documentais completos com controle de versões – mecanismos de check-in e check-out.
9. Garante uma rápida implementação.
10. Faz o gerenciamento da existência de links dentro de documentos, para outros documentos.
11. Fornece uma navegação simples e intuitiva pela árvore de conteúdos.
12. Garante uma correta gestão de relações entre conteúdos, de forma a evitar a existência de broken links.
13. Oferece mecanismos potentes e eficientes de pesquisa de conteúdos com critérios baseados em metadados e atributos, e em modo full-text.
14. Definição e gestão de permissões por pasta (nó da árvore de conteúdos), com a possibilidade de mecanismos automáticos de herança.
15. Possibilidade de alterar permissões de um conteúdo, sobrepondo-as às permissões herdadas da pasta na qual o mesmo se encontra localizado.
16. Oferece uma interface de gestão de acessos a conteúdos e pastas, a partir de uma matriz com os diversos utilizadores e grupos de utilizadores, e tipos de permissões possíveis (leitura, escrita, remoção e administração).
17. Gestão de metadados e atributos de pastas e conteúdos, com mecanismos de herança hierárquica.
18. Definição e gestão de modelos de apresentação, oferecendo mecanismos potentes e flexíveis de construção de Websites.
19. Construção de sites com inclusão de conteúdos e listas personalizadas de links para conteúdos.
20. Mapeamento directo de metadados e atributos de conteúdos nos sites de publicação de conteúdos.
21. Gestão eficaz de multi-sites.

## Implementação
As implementações de gerenciamento de conteúdo devem ser capazes de gerenciar distribuições de conteúdo e direitos digitais no ciclo de vida do conteúdo. Os sistemas de gerenciamento de conteúdo geralmente estão envolvidos com gerenciamento de direitos digitais para controlar o acesso do usuário e os direitos digitais. Nesta etapa, as estruturas de somente leitura dos sistemas de gerenciamento de direitos digitais forçam algumas limitações no gerenciamento de conteúdo, pois não permitem que os autores alterem o conteúdo protegido em seu ciclo de vida. Criar novos conteúdos usando conteúdo gerenciado (protegido) também é um problema que obtém conteúdo protegido de sistemas de controle de gerenciamento. Algumas implementações de gerenciamento de conteúdo cobrem todos esses problemas.